# Coelioxys coloratula
Coelioxys coloratula är en biart som beskrevs av Cockerell 1939. Coelioxys coloratula ingår i släktet kägelbin, och familjen buksamlarbin. Inga underarter finns listade i Catalogue of Life.